# Ferb Fletcher
Ferbs "Ferb" Fletcher è uno dei due protagonisti della serie televisiva animata Phineas e Ferb. Con l'aiuto del suo fratellastro Phineas e delle Fireside Girls 46321, un gruppo di ragazze scout, Ferb realizza progetti fantasmagorici e talvolta impossibili per un bambino della sua età.

## Caratteristiche
Ferb ha la stessa età di Phineas, anche se questo nella serie non viene mai rivelato esplicitamente. È alto ed ha la testa molto lunga con un naso calcato e i capelli verdi. A differenza del suo fratellastro Phineas, Ferb comunica pochissimo e talvolta in alcuni episodi non dice nemmeno una parola se non qualche particolare verso (come nell'episodio Viaggio al centro di Candace in cui imita il verso del chihuahua di Isabella), che lo rendono però simpatico e bizzarro allo stesso tempo, o qualche perla di saggezza o battuta alla fine dell'episodio. Con Phineas condivide il pregio di essere anch'egli molto intelligente, e quindi potrebbe definirsi più il braccio che la mente, rispetto al suo fratellastro. Nonostante sia molto acuto nelle invenzioni, nemmeno lui si è mai accorto della vita da agente segreto del suo ornitorinco Perry. Ha una cotta per la figlia del dottor Doofenshmirtz, ma data la notevole differenza di età la loro relazione potrebbe essere definita come quella di un amore impossibile. Tuttavia, alla fine dell'episodio della quarta stagione "Comportarsi da adulti" ambientato dieci anni nel futuro, viene rivelato che staranno insieme.

## Famiglia
La sua è una famiglia ricomposta. Linda Flynn è infatti madre di Phineas e Candace. Lawrence Fletcher è, invece, il padre naturale di Ferb. I nonni di Ferb vivono in Inghilterra, e quindi Ferb e suo padre hanno origini inglesi. Ferb ha molti cugini che vengono dall'Inghilterra e altri dalla Scozia. Si capisce, da un aggeggio appeso nella sua stanza, che probabilmente Ferb sia originario di Seattle. Nella versione originale, Ferb e suo padre parlano con un accento inglese molto marcato.

## Sviluppo del personaggio
Per rispettare i piani imposti dai dirigenti della Walt Disney Company, la storyboard originale elaborata da Povenmire e Marsh prevedeva l'uso di molti dialoghi e di numerosi effetti sonori. Nonostante ciò, Ferb era l'unico personaggio della serie che non parlava affatto. Tuttavia, dopo aver preso in considerazione alcune produzioni che basavano principalmente la loro forza sul "fattore duo" (come ad esempio Wallace e Gromit o Jay & Silent Bob), i creatori decisero che Ferb doveva dialogare almeno una volta nella puntata (ma nell'episodio Un'estate straordinaria parla addirittura 9 volte), anche se rimane comunque un personaggio silente ed è Phineas che a volte gli fa da portavoce. Inoltre, seppur non sia un gran chiacchierone, Ferb è un poliglotta, in quanto sa parlare la lingua umana, animale e aliena, oltre a essere anche un bravissimo rapper e ballerino.